# Zachvatkinibates latilamellatus
Zachvatkinibates latilamellatus är en kvalsterart som beskrevs av Bayartogtokh och Aoki 1998. Zachvatkinibates latilamellatus ingår i släktet Zachvatkinibates och familjen Punctoribatidae. Inga underarter finns listade i Catalogue of Life.